# Lee Yeongdo
Lee Yeongdo ( 이영도 (en hanja, 李英道) ; nacido en 1972)  es un escritor coreano conocido por sus novelas en el género de la fantasía y la ciencia ficción. Lee saltó a la fama con su serie debut de novelas de fantasía Dragon Raja, serializado en un foro de internet desde 1997 y posteriormente publicado tras su finalización en 1998. 
Cuando Dragon Raja se publicó por primera vez, la prensa coreana consideraba a los lectores del género fantástico algo insustancial y no solían ser contabilizados, pero Dragon Raja vendió alrededor de 2 millones de libros en 4 idiomas.    Estos números fueron una hazaña significativa para el género de la fantasía en Corea, donde la circulación anual de títulos de literatura de ficción nacionales oscila entre las 12 y 20 millones de copias. 
El éxito de Dragon Raja impulsó un rápido crecimiento del género de la fantasía y ciencia ficción en Corea, y contribuyó a la aceptación de la ficción web, conocida como "literatura de Internet", ya sea por el público en general como por la crítica literaria del país.
Lee Yeongdo es actualmente uno de los escritores del género fantástico más vendidos en Corea.  

## Biografía

### Primeros años
Lee Yeongdo nació en 1972 en Busan, Corea del Sur, siendo el mayor de dos hermanos.  Cuando Lee tenía 2 años, su familia se mudó a Masan en la provincia de Gyeongsang del Sur, donde ha vivido desde entonces.  De pequeño leía mucho sobre diferentes temáticas  y en 1991 ingresó en la Universidad de Kyungnam donde comenzó a estudiar lengua y literatura coreana. 

### Inicios como "mecanografiador"
A mediados de la década de los 90, la literatura de fantasía y ciencia ficción apenas acababa de empezar a llegar a Corea. A Lee le interesaba mucho el género y decidió probar de escribir una historia de fantasía.  Alrededor de la misma época en Estados Unidos surgieron varios proveedores de servicios en línea similares a CompuServe, por lo que Lee decidió a uno de esos proveedores, Hitel, para comenzar a publicar en su foro Serial lo que serían los primeros capítulos de Dragon Raja .
Lee publicó Dragon Raja por entregas, desde octubre de 1997 hasta abril de 1998, refiriéndose a sí mismo como "mecanografiador" ya que, al contrario de lo común en la época, no escribía su obra a mano. Los capítulos se popularizaron rápidamente y los sus lectores comenzaron a esperar en el foro a que Lee publicara nuevo contenido. Lee solía publicar su trabajo después de la medianoche, y sus lectores comenzaron a llamarse a sí mismos zombis, y a Lee el Nigromante los convocaba en línea todas las noches.  A lo largo de los seis meses que duró su publicación, Dragon Raja llegó a tener 900.000 visitas y sus derechos de publicación fueron adquiridos por Golden Bough. A partir de mayo de 1998, la novela se publicó en 12 volúmenes de bolsillo. 
En medio del éxito de Dragon Raja, Lee comenzó a escribir su segunda novela Future Walker, su secuela. Future Walker se publicó por entregas en el mismo foro desde octubre de 1998 hasta junio de 1999, y posteriormente en 7 volúmenes de bolsillo por Golden Bough.
Lee continuó utilizando el foro de Hitel para escribir sus novelas seriales como Polaris Rhapsody, El pájaro que bebe lágrimas, El pájaro que bebe sangre y otras historias cortas. Todas ellas fueron publicadas en papel al finalizarse (y eliminadas del foro) o recopiladas en publicaciones posteriores por Golden Bough, que sigue siendo el editor de Lee en la actualidad.
La práctica de escribir historias en foros y su posterior publicación en función de su popularidad surgió en la fantasía, la ciencia ficción y la ficción romántica en Corea. Para el año 2000  se abrieron cientos de foros en línea dedicados a estos géneros, atrayendo a posibles escritores y provocando el auge de los webseriales . 
Fuera del foro, Lee publicó el cuento Over the Horizon como libro electrónico en 2000 y una serie de cuentos infantiles para los libros de estudio de RedPen.

### Después de Hitel
La popularización de HTTP y el navegador web provocó el declive de Hitel y otros servicios comerciales en línea, y el número de lectores de Lee en el foro cayó de forma considerable. Aun así, Lee continuó usando el foro Hitel hasta 2005, completando El pájaro que bebe sangre. 
Después de que el foro cerrase en 2007  Lee dijo en una entrevista que estaba buscando un lugar para publicar su obra en línea, ya que "recibir las respuestas en tiempo real de los lectores es una gran alegría, y echo de menos esa sensación". El creciente sentido de comunidad de la web y de la presencia del escritor en ella, complicó las cosas para él. "Creo que las palabras y las personas son cosas distintas", dijo Lee, "puede que a algunas personas les guste un texto y quieran saber más sobre el escritor, pero yo no". 
Entre 2005 y 2008, escribió varios cuentos cortos para revistas de ciencia ficción, incluido Regarding the Translation of KAIWAPANDOM, que ha sido traducido al inglés. 

De forma oficial, no se sabe mucho sobre la vida de Lee más allá de su obra, aparte de que ayuda en la granja de caquis de sus padres en su tiempo libre. 

## Escritura
Desde su debut con Dragon Raja Lee se hizo conocido por su escritura prolífica, publicando 40 libros, incluidas 6 novelas, en 7 años. 
Disfruta usando juegos intelectuales en sus obras, tergiversando constantemente palabras y conceptos filosóficos. 

### Género de fantasía coreano
A Lee se le atribuye el mérito de ser uno de los pioneros de la literatura fantástica en Corea y la aceptación del género por parte del mundo literario de su país, debido al discurso político y filosófico y a la enorme escala del worldbuilding en sus obras.  
Se cita a Lee diciendo que "la fantasía es mejor cuando se lee como fantasía". 

### Estilo y temas principales
Lee juega con las palabras y utiliza mucho el extrañamiento, lo que a menudo lleva a conversaciones metafísicas entre personajes. El discurso filosófico juega un papel importante en la trama de sus novelas.[cita requerida]
Lee examina y cuestiona la propia naturaleza humana, que afecta el destino de la raza humana en sus historias. 
Las novelas de Lee también indagan en la religión y la política. Por ejemplo, los dioses juegan un papel esencial en la vida de las personas en El pájaro que bebe lágrimas. El título de la novela significa alguien que bebería las lágrimas de los demás es el gobernante ideal que quitaría las penas del pueblo.  El concepto de un gobernante ideal, conocido como "el rey (왕), aparece comúnmente en las obras de Lee. En El pájaro que bebe lágrimas, la raza humana se caracteriza por su búsqueda de un rey,  y la secuela , El pájaro que bebe sangre, trata sobre un imperio que uno de esos reyes ha creado. La historia es contada por varios personajes de diferentes grupos, que tienen diferentes propósitos en relación con el imperio y su poder sobre las personas. 

### SerieDragón Raja

#### Novelas
- Dragón Raja (드래곤 라자) (1998)
- Caminante del futuro (퓨처 워커) (1999)
- Marcas de sombra (그림자 자국 Geurimja Jaguk ) (2008)

#### Cuentos cortos
- Golem (골렘) (1998)
- Quimera (키메라) (2001)
- La fuente de la felicidad (행복의 근원, Hængbog-ui Geun-won ) (2004)

### Serie del Pájaro
La serie del Pájaro está situada en un mundo de cuatro deidades y cuatro razas de pueblos elegidos : Nagas, Lekons, Dokkaebis y los humanos. La serie ha sido alabada por su uso del idioma coreano antiguo, y sus referencias a la historia y mitología medieval coreana en el worldbuilding.
- El pájaro que bebe lágrimas (눈물을 마시는 새, Nunmureul masineun sae ) (2003)
- El pájaro que bebe sangre (피를 마시는 새, Pireul masineun sae ) (2005)

### Otras novelas
- Polaris Rhapsody (폴라리스 랩소디) (2001)